# 段维义
段维义（1936年4月—2020年7月22日），男，四川夹江人，中华人民共和国政治人物，曾任成都市人大常委会主任，第九、十届全国人大代表。